# Fagales
Ordre
Classification APG III (2009)
L'ordre des Fagales regroupe des plantes dicotylédones.
En classification classique de Cronquist (1981), il comprend trois familles :
- Balanopacées
- Bétulacées (famille du bouleau)
- Fagacées (famille des chênes et hêtres)

En classification phylogénétique APG (1998), la circonscription était
- ordre Fagales :
  - famille Betulaceae
  - famille Casuarinaceae
  - famille Fagaceae
  - famille Juglandaceae
  - famille Myricaceae
  - famille Nothofagaceae
  - famille Rhoipteleaceae
  - famille Ticodendraceae

En classification phylogénétique APG II (2003), la circonscription est légèrement modifiée :
- ordre Fagales :
  - famille Betulaceae
  - famille Casuarinaceae
  - famille Fagaceae
  - famille Juglandaceae
    - [+ famille Rhoipteleaceae ]

  - famille Myricaceae
  - famille Nothofagaceae
  - famille Ticodendraceae

NB "[+ ...]" = famille optionnelle
En classification phylogénétique APG III (2009), la circonscription est :
- ordre Fagales Engl. (1892)
  - famille Betulaceae Gray (1822)
  - famille Casuarinaceae R.Br. (1814)
  - famille Fagaceae Dumort. (1829)
  - famille Juglandaceae DC. ex Perleb (1818) [incluant Rhoipteleaceae Hand.-Mazz. (1932)]
  - famille Myricaceae A.Rich. ex Kunth (1817)
  - famille Nothofagaceae Kuprian (1962)
  - famille Ticodendraceae Gómez-Laur. & L.D.Gómez (1991)

arbre phylogénétique
|  | Myricaceae A.Rich. ex Kunth (1817)                                                                      |
|  | |
|  | \| \| Juglandaceae DC. ex Perleb (1818) \| \| \| \| \| \| Rhoipteleaceae Hand.-Mazz. (1932) \| \| \| \| |
|  | |
|  | Juglandaceae DC. ex Perleb (1818)                                                                       |
|  | |
|  | Rhoipteleaceae Hand.-Mazz. (1932)                                                                       |
|  | |

|  | Juglandaceae DC. ex Perleb (1818) |
|  |                                   |
|  | Rhoipteleaceae Hand.-Mazz. (1932) |
|  |                                   |

|  | Casuarinaceae R.Br. (1814)                                                                               |
|  | |
|  | \| \| Ticodendraceae Gómez-Laur. & L.D.Gómez (1991) \| \| \| \| \| \| Betulaceae Gray (1822) \| \| \| \| |
|  | |
|  | Ticodendraceae Gómez-Laur. & L.D.Gómez (1991)                                                            |
|  | |
|  | Betulaceae Gray (1822)                                                                                   |
|  | |

|  | Ticodendraceae Gómez-Laur. & L.D.Gómez (1991) |
|  |                                               |
|  | Betulaceae Gray (1822)                        |
|  |                                               |

|  | Myricaceae A.Rich. ex Kunth (1817)                                                                      |
|  | |
|  | \| \| Juglandaceae DC. ex Perleb (1818) \| \| \| \| \| \| Rhoipteleaceae Hand.-Mazz. (1932) \| \| \| \| |
|  | |
|  | Juglandaceae DC. ex Perleb (1818)                                                                       |
|  | |
|  | Rhoipteleaceae Hand.-Mazz. (1932)                                                                       |
|  | |

|  | Juglandaceae DC. ex Perleb (1818) |
|  |                                   |
|  | Rhoipteleaceae Hand.-Mazz. (1932) |
|  |                                   |

|  | Casuarinaceae R.Br. (1814)                                                                               |
|  | |
|  | \| \| Ticodendraceae Gómez-Laur. & L.D.Gómez (1991) \| \| \| \| \| \| Betulaceae Gray (1822) \| \| \| \| |
|  | |
|  | Ticodendraceae Gómez-Laur. & L.D.Gómez (1991)                                                            |
|  | |
|  | Betulaceae Gray (1822)                                                                                   |
|  | |

|  | Ticodendraceae Gómez-Laur. & L.D.Gómez (1991) |
|  |                                               |
|  | Betulaceae Gray (1822)                        |
|  |                                               |

|  | Myricaceae A.Rich. ex Kunth (1817)                                                                      |
|  | |
|  | \| \| Juglandaceae DC. ex Perleb (1818) \| \| \| \| \| \| Rhoipteleaceae Hand.-Mazz. (1932) \| \| \| \| |
|  | |
|  | Juglandaceae DC. ex Perleb (1818)                                                                       |
|  | |
|  | Rhoipteleaceae Hand.-Mazz. (1932)                                                                       |
|  | |

|  | Juglandaceae DC. ex Perleb (1818) |
|  |                                   |
|  | Rhoipteleaceae Hand.-Mazz. (1932) |
|  |                                   |

|  | Casuarinaceae R.Br. (1814)                                                                               |
|  | |
|  | \| \| Ticodendraceae Gómez-Laur. & L.D.Gómez (1991) \| \| \| \| \| \| Betulaceae Gray (1822) \| \| \| \| |
|  | |
|  | Ticodendraceae Gómez-Laur. & L.D.Gómez (1991)                                                            |
|  | |
|  | Betulaceae Gray (1822)                                                                                   |
|  | |

|  | Ticodendraceae Gómez-Laur. & L.D.Gómez (1991) |
|  |                                               |
|  | Betulaceae Gray (1822)                        |
|  |                                               |

|  | Myricaceae A.Rich. ex Kunth (1817)                                                                      |
|  | |
|  | \| \| Juglandaceae DC. ex Perleb (1818) \| \| \| \| \| \| Rhoipteleaceae Hand.-Mazz. (1932) \| \| \| \| |
|  | |
|  | Juglandaceae DC. ex Perleb (1818)                                                                       |
|  | |
|  | Rhoipteleaceae Hand.-Mazz. (1932)                                                                       |
|  | |

|  | Juglandaceae DC. ex Perleb (1818) |
|  |                                   |
|  | Rhoipteleaceae Hand.-Mazz. (1932) |
|  |                                   |

|  | Casuarinaceae R.Br. (1814)                                                                               |
|  | |
|  | \| \| Ticodendraceae Gómez-Laur. & L.D.Gómez (1991) \| \| \| \| \| \| Betulaceae Gray (1822) \| \| \| \| |
|  | |
|  | Ticodendraceae Gómez-Laur. & L.D.Gómez (1991)                                                            |
|  | |
|  | Betulaceae Gray (1822)                                                                                   |
|  | |

|  | Ticodendraceae Gómez-Laur. & L.D.Gómez (1991) |
|  |                                               |
|  | Betulaceae Gray (1822)                        |
|  |                                               |

|  | Myricaceae A.Rich. ex Kunth (1817)                                                                      |
|  | |
|  | \| \| Juglandaceae DC. ex Perleb (1818) \| \| \| \| \| \| Rhoipteleaceae Hand.-Mazz. (1932) \| \| \| \| |
|  | |
|  | Juglandaceae DC. ex Perleb (1818)                                                                       |
|  | |
|  | Rhoipteleaceae Hand.-Mazz. (1932)                                                                       |
|  | |

|  | Juglandaceae DC. ex Perleb (1818) |
|  |                                   |
|  | Rhoipteleaceae Hand.-Mazz. (1932) |
|  |                                   |

|  | Casuarinaceae R.Br. (1814)                                                                               |
|  | |
|  | \| \| Ticodendraceae Gómez-Laur. & L.D.Gómez (1991) \| \| \| \| \| \| Betulaceae Gray (1822) \| \| \| \| |
|  | |
|  | Ticodendraceae Gómez-Laur. & L.D.Gómez (1991)                                                            |
|  | |
|  | Betulaceae Gray (1822)                                                                                   |
|  | |

|  | Ticodendraceae Gómez-Laur. & L.D.Gómez (1991) |
|  |                                               |
|  | Betulaceae Gray (1822)                        |
|  |                                               |

|  | Myricaceae A.Rich. ex Kunth (1817)                                                                      |
|  | |
|  | \| \| Juglandaceae DC. ex Perleb (1818) \| \| \| \| \| \| Rhoipteleaceae Hand.-Mazz. (1932) \| \| \| \| |
|  | |
|  | Juglandaceae DC. ex Perleb (1818)                                                                       |
|  | |
|  | Rhoipteleaceae Hand.-Mazz. (1932)                                                                       |
|  | |

|  | Juglandaceae DC. ex Perleb (1818) |
|  |                                   |
|  | Rhoipteleaceae Hand.-Mazz. (1932) |
|  |                                   |

|  | Casuarinaceae R.Br. (1814)                                                                               |
|  | |
|  | \| \| Ticodendraceae Gómez-Laur. & L.D.Gómez (1991) \| \| \| \| \| \| Betulaceae Gray (1822) \| \| \| \| |
|  | |
|  | Ticodendraceae Gómez-Laur. & L.D.Gómez (1991)                                                            |
|  | |
|  | Betulaceae Gray (1822)                                                                                   |
|  | |

|  | Ticodendraceae Gómez-Laur. & L.D.Gómez (1991) |
|  |                                               |
|  | Betulaceae Gray (1822)                        |
|  |                                               |

|  | Myricaceae A.Rich. ex Kunth (1817)                                                                      |
|  | |
|  | \| \| Juglandaceae DC. ex Perleb (1818) \| \| \| \| \| \| Rhoipteleaceae Hand.-Mazz. (1932) \| \| \| \| |
|  | |
|  | Juglandaceae DC. ex Perleb (1818)                                                                       |
|  | |
|  | Rhoipteleaceae Hand.-Mazz. (1932)                                                                       |
|  | |

|  | Juglandaceae DC. ex Perleb (1818) |
|  |                                   |
|  | Rhoipteleaceae Hand.-Mazz. (1932) |
|  |                                   |

|  | Casuarinaceae R.Br. (1814)                                                                               |
|  | |
|  | \| \| Ticodendraceae Gómez-Laur. & L.D.Gómez (1991) \| \| \| \| \| \| Betulaceae Gray (1822) \| \| \| \| |
|  | |
|  | Ticodendraceae Gómez-Laur. & L.D.Gómez (1991)                                                            |
|  | |
|  | Betulaceae Gray (1822)                                                                                   |
|  | |

|  | Ticodendraceae Gómez-Laur. & L.D.Gómez (1991) |
|  |                                               |
|  | Betulaceae Gray (1822)                        |
|  |                                               |

|  | Myricaceae A.Rich. ex Kunth (1817)                                                                      |
|  | |
|  | \| \| Juglandaceae DC. ex Perleb (1818) \| \| \| \| \| \| Rhoipteleaceae Hand.-Mazz. (1932) \| \| \| \| |
|  | |
|  | Juglandaceae DC. ex Perleb (1818)                                                                       |
|  | |
|  | Rhoipteleaceae Hand.-Mazz. (1932)                                                                       |
|  | |

|  | Juglandaceae DC. ex Perleb (1818) |
|  |                                   |
|  | Rhoipteleaceae Hand.-Mazz. (1932) |
|  |                                   |

|  | Casuarinaceae R.Br. (1814)                                                                               |
|  | |
|  | \| \| Ticodendraceae Gómez-Laur. & L.D.Gómez (1991) \| \| \| \| \| \| Betulaceae Gray (1822) \| \| \| \| |
|  | |
|  | Ticodendraceae Gómez-Laur. & L.D.Gómez (1991)                                                            |
|  | |
|  | Betulaceae Gray (1822)                                                                                   |
|  | |

|  | Ticodendraceae Gómez-Laur. & L.D.Gómez (1991) |
|  |                                               |
|  | Betulaceae Gray (1822)                        |
|  |                                               |